# Tinnsjå
Tinnsjå je jedno z největších jezer v Norsku o rozloze přibližně 51,38 km². Je to také jedno z nejhlubších jezer v Evropě, dosahuje hloubky 460 m. Jezero leží v kraji Telemark, mezi obcemi Tinn a Notodden. Na západu jezero napájí řeka Måna, na severu řeka Mår. Tinnsjå je součástí rozvodí Skien a odvádí vodu přes řeku Tinnelva do jezera Heddalsvatnet.
Na severním konci jezera leží vesnice Atrå a Austbygdi. Na západním břehu jezera leží vesnice Miland. Vesnice Hovin se nachází na kopci u východního břehu jezera a vesnice Rudsgrendi leží na západním břehu. Na jižním konci jezera se nachází malá přehrada, která reguluje nadmořskou výšku hladiny jezera, a na tomto konci jezera leží vesnice Tinnoset. Asi 4 km jižně od této přehrady leží vesnice Gransherad.